# Rise of the Turtles
Rise of the Turtles ("El ascenso de las tortugas" en Latinoamérica y "El Origen de las Tortugas" en España y) es el primer episodio de la serie infantojuvenil de Nickelodeon, Teenage Mutant Ninja Turtles, estrenado el 29 de septiembre de 2012 en Estados Unidos. Este episodio es un especial de 60 minutos.
- Datos: Q16166301